# 鍼灸学科
鍼灸学科（しんきゅうがっか）は、大学の学科のひとつ。鍼灸の教育、研究がなされる。
日本における、はり師及びきゅう師養成施設は職能訓練を目的とし、長らく専門学校がその役割を担っていた。しかし、鍼灸学術研究機関の社会的要望により、1983年に日本で初めて鍼灸学科を有する明治鍼灸大学（現　明治国際医療大学）が、1985年には関西鍼灸短期大学が開学した。その後暫くは明治国際医療大学らに追随し、鍼灸学科を開学・設置する大学・短期大学は存在しなかったが、2003年に関西鍼灸短期大学が大学化して関西鍼灸大学（現　関西医療大学）を開学したのを皮切りに、鍼灸学科の開学・設置が相次いだ。

## 鍼灸学科を持つ日本の大学

### 国立
- 筑波技術大学（募集対象は視覚障害者）

### 私立
| 北海道・東北 関東 - 帝京平成大学 - 東京有明医療大学 中部 - 浜松大学 - 鈴鹿医療科学大学 近畿 - 明治国際医療大学 - 関西医療大学 - 森ノ宮医療大学 - 宝塚医療大学（2011年設置予定） 中国・四国・九州 - 九州看護福祉大学 |